# Chapelle Saint-Rémy de Saint-Sauvier
La chapelle Saint-Rémy est située sur la commune de Saint-Sauvier, dans le département de l'Allier, en France.

## Localisation
La chapelle se trouve au nord du bourg, à environ 2 km par la D 245 (route de Saint-Palais).

## Description
Cette chapelle a été construite au XVIIe siècle en lieu et place d'une chapelle plus ancienne. Les éléments protégés au titre des Monuments historiques sont la charpente de la chapelle, la fontaine située juste derrière la chapelle, ainsi que la statue de sainte Marie-Madeleine. Les statues de saint Jean Baptiste et de sainte Véronique sont inscrites quant à elles à l'inventaire supplémentaire des Monuments historiques.

## Historique
La chapelle a été élevée au XVIIe siècle au-dessus d'une fontaine sacrée, connue depuis l'époque gallo-romaine au moins. Elle dépendait de l'abbaye des Pierres à Sidiailles.
En l'an 501, accompagnant l'armée de Clovis, l'évêque de Reims, saint Remy, aurait béni cette source.
La fontaine et la chapelle sont le lieu d'un très ancien pèlerinage, au jour de la Saint-Jean.
L'édifice est inscrit au titre des monuments historiques en 1993. Un projet de restauration est en préparation, avec le soutien de la Fondation du Patrimoine.

## Photothèque

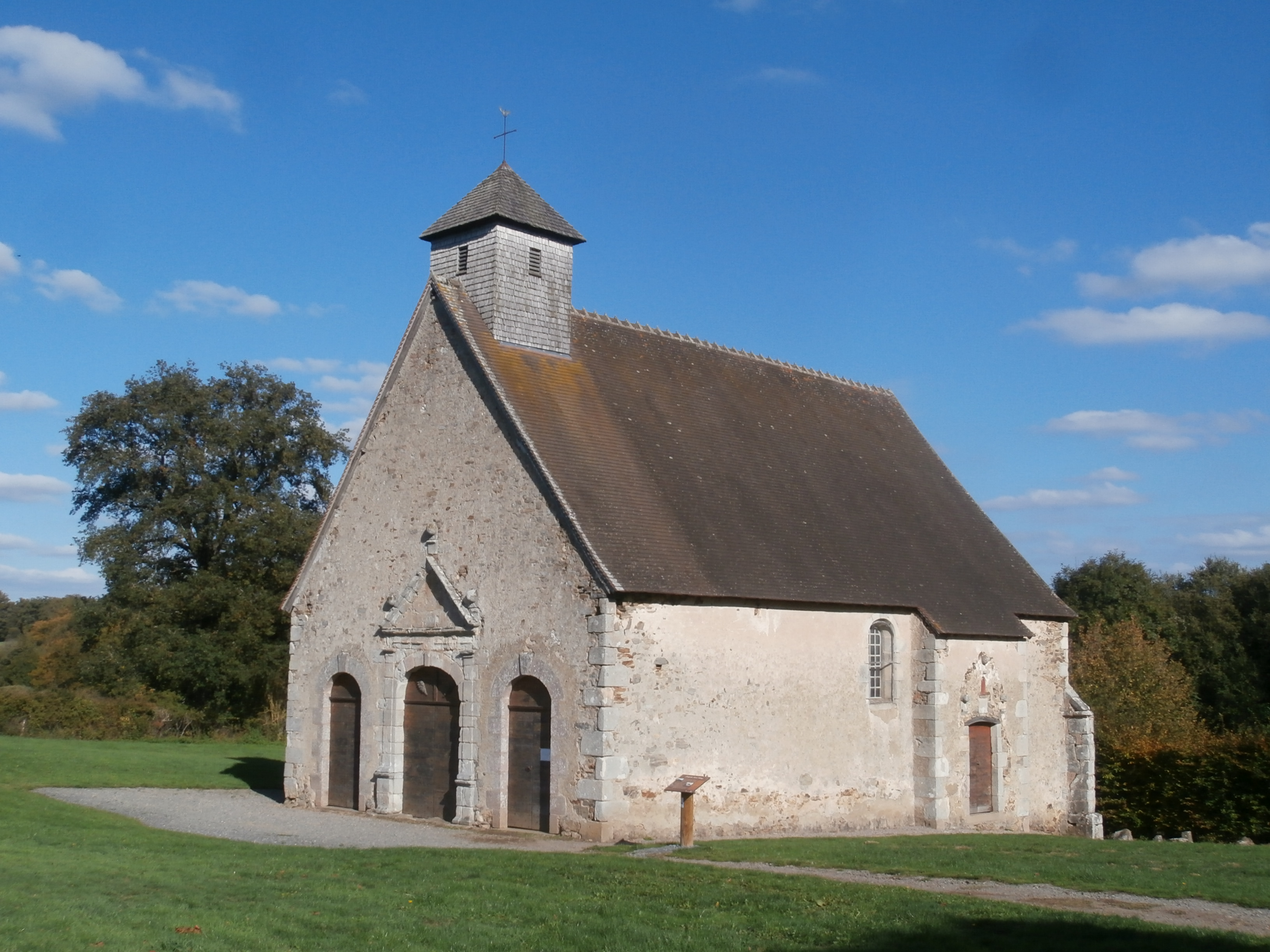
La chapelle.
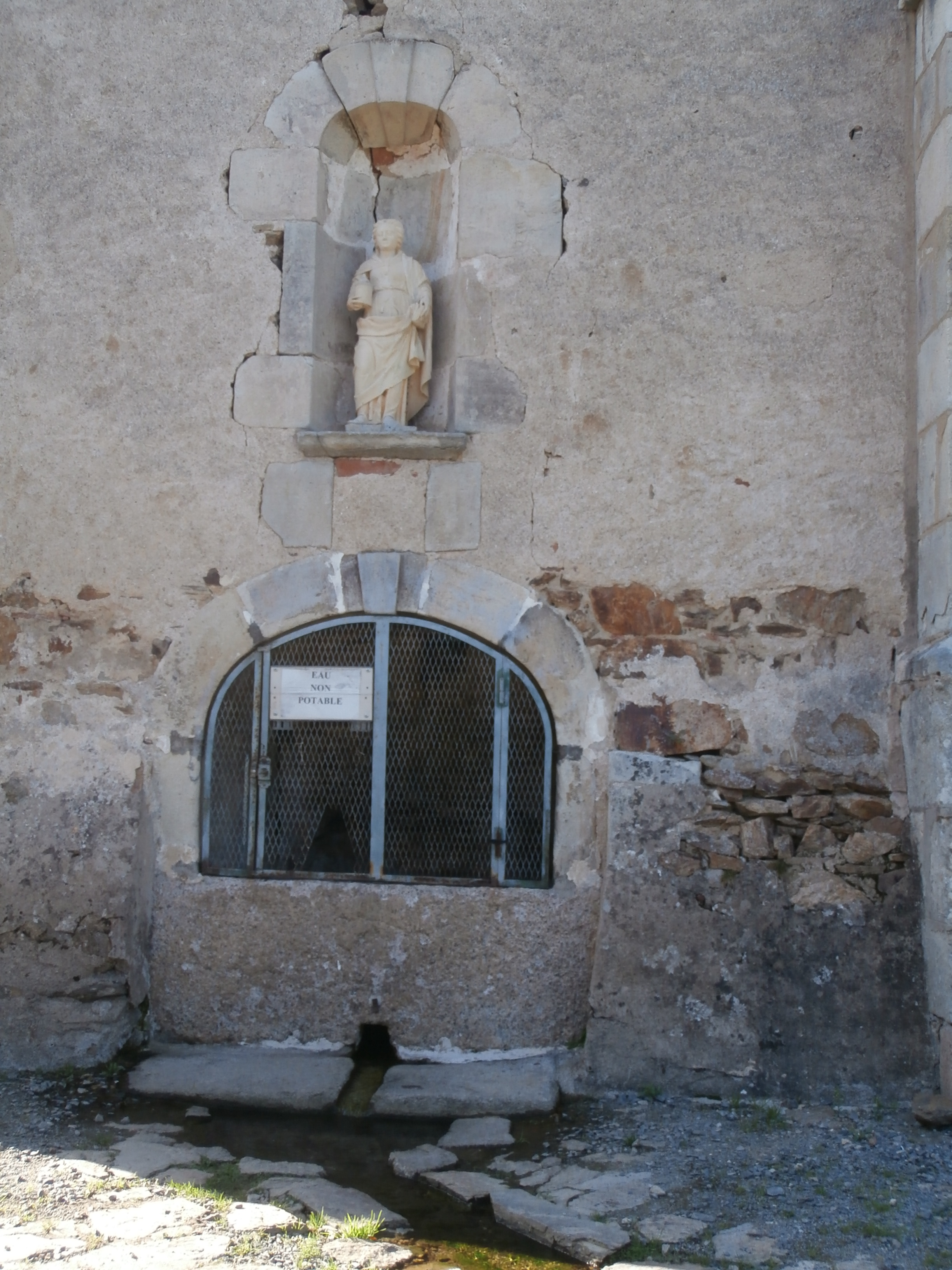
La fontaine dite miraculeuse.
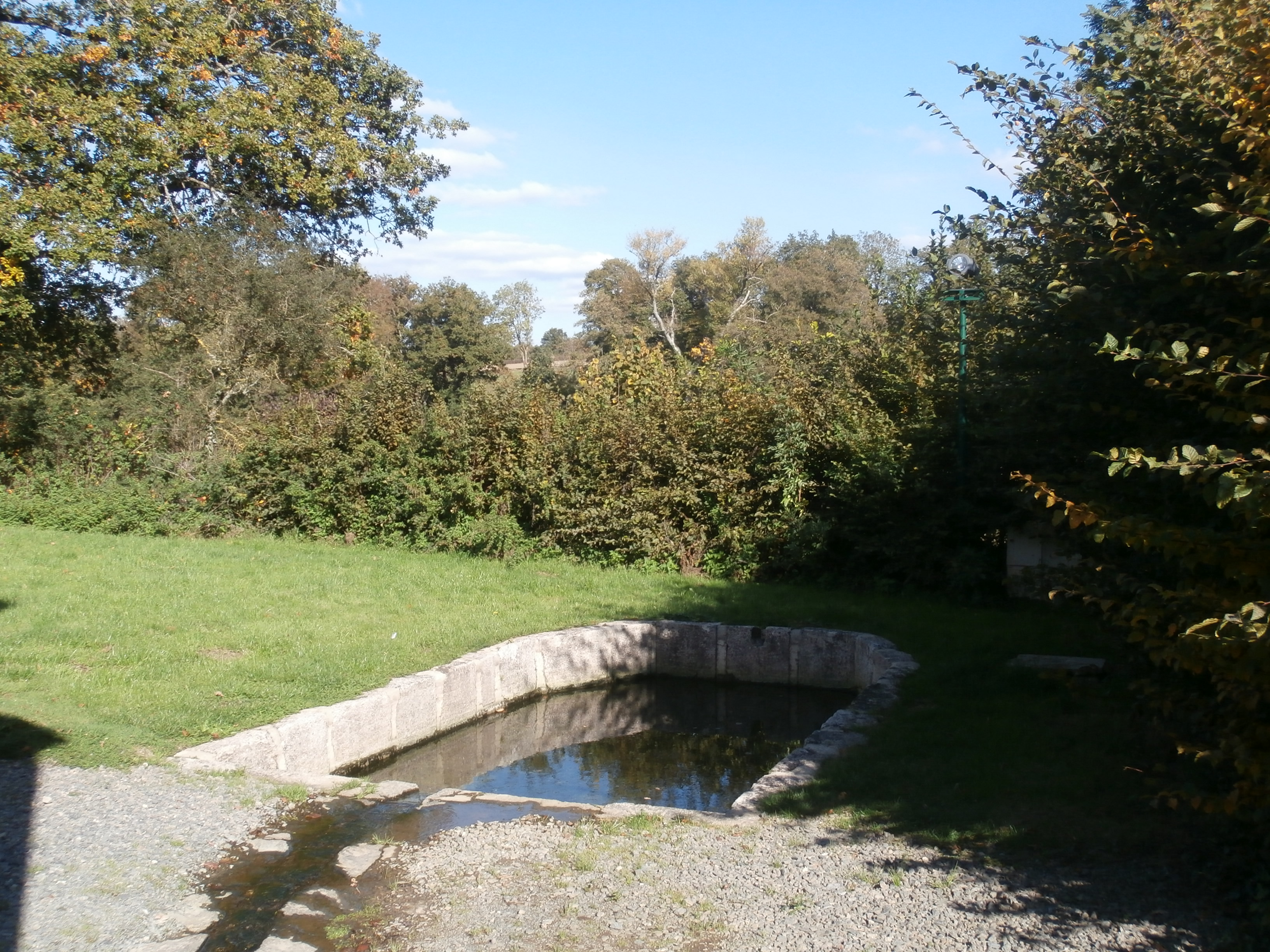
Le bassin.
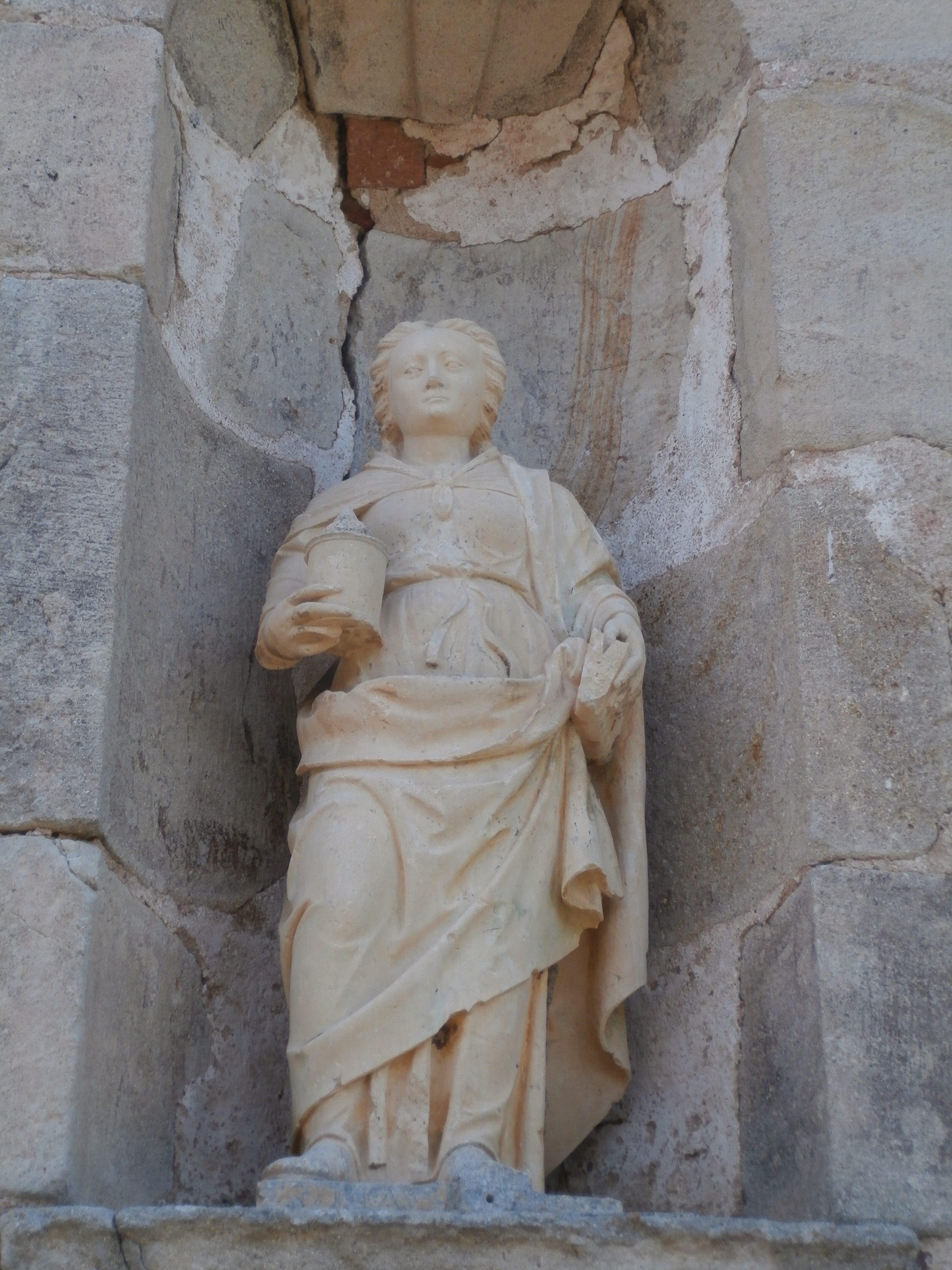
Sainte Marie-Madeleine.